# IAAF World Relays 2017 - Staffetta 4×100 metri maschile
La staffetta 4×100 metri maschile delle IAAF World Relays 2017 maschile si è tenuta il 22 aprile al Thomas Robinson Stadium di Nassau ed ha visto la partecipazione di 21 paesi divisi in tre batteria.
Il tempo di qualificazione per il mondiale era di 39"00.

## Programma orario
| Data           | Ora   | Round    |
| -------------- | ----- | -------- |
| 22 Aprile 2017 | 19:59 | Batterie |
| 22 Aprile 2017 | 22:12 | Finale B |
| 22 Aprile 2017 | 22:36 | Finale   |

## Risultati

### Qualificazioni
Accedono alla finale A le squadre vincitrici di ogni batteria e (Q) e i due migliori tempi (q), i successivi otto migliori tempi accedono alla finale B.

#### Batteria 1
| Posizione | Corsia | Paese             | Atleti                                                                | Tempo | Note                                     |
| --------- | ------ | ----------------- | --------------------------------------------------------------------- | ----- | ---------------------------------------- |
| 4         | 5      | Paesi Bassi       | Giovanni Codrington Churandy Martina Solomon Bockarie Hensley Paulina | 38"71 | Q,                                       |
| 5         | 8      | Cina              | Mo Youxue Xie Zhenye Su Bingtian Zhang Peimeng                        | 38"97 | Q,                                       |
| 6         | 6      | Australia         | Trae Williams Tom Gamble Alexander Hartmann Nicholas Andrews          | 39"09 | Q,                                       |
| 10        | 7      | Bahamas           | Warren Fraser Shavez Hart Cliff Resias Adrian Griffith                | 39"36 | Miglior prestazione personale stagionale |
| 11        | 3      | Trinidad e Tobago | Keston Bledman Kyle Greaux Emmanuel Callender Dan-Neil Telesford      | 39"44 | Miglior prestazione personale stagionale |
|           | 2      | Antigua e Barbuda | Chavaughn Walsh Daniel Bailey Jared Jarvis Tahir Walsh                | dnf   |                                          |
|           | 4      | Giamaica          | Everton Clarke Kemar Bailey-Cole Jevaughn Minzie Yohan Blake          | dnf   |                                          |

#### Batteria 2
| Posizione | Corsia | Paese       | Atleti                                                                | Tempo | Note                                     |
| --------- | ------ | ----------- | --------------------------------------------------------------------- | ----- | ---------------------------------------- |
| 1         | 5      | Canada      | Akeem Haynes Aaron Brown Brendon Rodney Andre De Grasse               | 38"21 | Q                                        |
| 2         | 3      | Stati Uniti | Marvin Bracy Mike Rodgers Ronnie Baker Justin Gatlin                  | 38"22 | Q                                        |
| 7         | 2      | Francia     | Marvin René Stuart Dutamby Mickael-Meba Zeze Jimmy Vicaut             | 39"10 | Q,                                       |
| 8         | 4      | Germania    | Julian Reus Robin Erewa Alexander Kosenkow Sven Knipphals             | 39"11 | Miglior prestazione personale stagionale |
| 15        | 7      | Messico     | Héctor Ruiz Iván Moreno Juan Carlos Alanis César Ramírez              | 39"71 | Miglior prestazione personale stagionale |
| 17        | 6      | Polonia     | Dominik Kopeć Przemysław Słowikowski Artur Zaczek Grzegorz Zimniewicz | 39"84 | Miglior prestazione personale stagionale |
|           | 8      | Italia      | Fabio Cerutti Fausto Desalu Federico Cattaneo Filippo Tortu           | dq    | Reg. 170.7                               |

#### Batteria 3
| Posizione | Corsia | Paese               | Atleti                                                                     | Tempo | Note                                     |
| --------- | ------ | ------------------- | -------------------------------------------------------------------------- | ----- | ---------------------------------------- |
| 3         | 5      | Gran Bretagna       | Chijindu Ujah Zharnel Hughes Adam Gemili Daniel Talbot                     | 38"32 | Q,                                       |
| 9         | 8      | Barbados            | Mario Burke Ramon Gittens Nicholas Deshong Burkheart Ellis Jr              | 39"26 | Q,                                       |
| 12        | 6      | Giappone            | Takumi Masuda Yuma Saito Jun Yamashita Kenta Oshima                        | 39"52 | Miglior prestazione personale stagionale |
| 13        | 4      | Rep. Dominicana     | Christopher Valdez Yohandris Andújar Mayobanex de Óleo Juan Aroldi Santos  | 39"56 | Miglior prestazione personale stagionale |
| 14        | 2      | Cuba                | Harlyn Pérez Yordan O'Farrill Yoan Medina Reynier Mena                     | 39"67 | Miglior prestazione personale stagionale |
| 16        | 7      | Saint Kitts e Nevis | Hakeem Huggins Lestrod Roland Allistar Clarke Brijesh Lawrence             | 39"81 | Miglior prestazione personale stagionale |
|           | 3      | Brasile             | António Cesar Rodrigues Bruno de Barros Derick Silva Vítor Hugo dos Santos | dq    | Reg. 163.3(a)                            |

### Finali

#### Finale B
| Pos | Corsia | Paese               | Atleti                                                               | Tempo | Note  |
| --- | ------ | ------------------- | -------------------------------------------------------------------- | ----- | ----- |
| 1   | 5      | Trinidad e Tobago   | Moriba Morain Emmanuel Callender Kyle Greaux Dan-Neil Telesford      | 39"04 | ,     |
| 2   | 3      | Germania            | Roy Schmidt Robin Erewa Julian Reus Aleixo-Platini Menga             | 39"15 | [ 3 ] |
| 3   | 4      | Bahamas             | Warren Fraser Shavez Hart Cliff Resias Adrian Griffith               | 39"18 | ,     |
| 4   | 7      | Rep. Dominicana     | Christopher Valdez Yohandris Andújar Carlos Jorge Juan Aroldi Santos | 39"57 |       |
| 5   | 8      | Cuba                | Harlyn Pérez Yordan O'Farrill Yoan Medina Reynier Mena               | 39"90 |       |
| 6   | 2      | Messico             | Héctor Ruiz Iván Moreno Juan Carlos Alanis César Ramírez             | 39"98 |       |
| 7   | 6      | Giappone            | Takumi Masuda Yuma Saito Jun Yamashita Takeshi Fujiwara              | 40"31 |       |
| 8   | 1      | Saint Kitts e Nevis | Hakeem Huggins Lestrod Roland Allistar Clarke Brijesh Lawrence       | 41"07 |       |

#### Finale A
| Pos | Corsia | Paese         | Atleti                                                                | Tempo | Note  |
| --- | ------ | ------------- | --------------------------------------------------------------------- | ----- | ----- |
| 1   | 5      | Stati Uniti   | Leshon Collins Mike Rodgers Ronnie Baker Justin Gatlin                | 38"43 | [ 3 ] |
| 2   | 8      | Barbados      | Mario Burke Ramon Gittens Nicholas Deshong Burkheart Ellis Jr         | 39"18 | ,     |
| 3   | 7      | Cina          | Tang Xingqiang Xie Zhenye Su Bingtian Liang Jinsheng                  | 39"22 | [ 3 ] |
| 4   | 2      | Australia     | Trae Williams Tom Gamble Alexander Hartmann Nicholas Andrews          | 39"73 | [ 3 ] |
| 5   | 1      | Francia       | Marvin René Jimmy Vicaut Mickael-Meba Zeze Stuart Dutamby             | 39"83 | [ 3 ] |
|     | 4      | Canada        | Akeem Haynes Aaron Brown Brendon Rodney Andre De Grasse               |       | dnf   |
|     | 3      | Paesi Bassi   | Giovanni Codrington Churandy Martina Solomon Bockarie Hensley Paulina |       | dnf   |
|     | 6      | Gran Bretagna | Chijindu Ujah Zharnel Hughes Daniel Talbot Ojie Edoburun              |       | dnf   |